# Smith & Mighty
Smith & Mighty sind eine Trip-Hop-Band aus Bristol, England. In Bristol selbst gelten sie als die unumstrittenen Väter des Bristol Sound, der durch Interpreten wie Massive Attack, Portishead und Tricky bekannt geworden ist.
Bereits im Jahr 1988 produzierten Smith & Mighty die erste Massive-Attack-EP Any Love. Außerdem bestehen enge Beziehungen zu Drum-and-Bass-Interpreten aus Bristol wie DJ Krust oder DJ Suv. Deren erste Band Fresh Four, eine Hip-Hop-Combo, wurde Ende der 1980er-Jahre ebenfalls von Smith & Mighty produziert.
Smith & Mighty wurde Mitte der 1980er-Jahre von Rob Smith und Ray Mighty gegründet, die zuvor in Bristols Reggae-Szene aktiv waren. Mit dem Einstieg von Peter D Rose wurde das Duo in den 1990er Jahren zum Trio.
Ein Drum-and-Bass-Ableger von Smith & Mighty ist die Combo More Rockers, deren zentrale Personen Peter D Rose und Rob Smith sind.

## Diskografie
- 1995: Bass Is Maternal
- 1998: DJ-Kicks: Smith & Mighty
- 2000: Big World Small World
- 2002: Life Is...
- 2005: Retrospective